# Francisco Hernández
Francisco Javier "Panchito" Hernández (ur. 1928, zm. 24 stycznia 2011 w mieście Meksyk) – meksykański piłkarz, działacz i skaut piłkarski. W latach 1969–1996 pracował jako członek zarządu zespołu Club América.
Hernández za czasów swojej kariery piłkarskiej z powodzeniem reprezentował barwy drużyny Club Deportivo Zacatepec. W lutym 1968 objął funkcję sekretarza ds. technicznych stołecznego Clubu América za kadencji wieloletniego prezydenta zespołu Guillermo Cañedo. Niedługo później objął funkcję wiceprezydenta Amériki. W latach 70. i 80. był odpowiedzialny za wyszukiwanie młodych, zdolnych zawodników i ściąganie ich do klubu. Za jego sprawą do drużyny Águilas trafili gracze tacy jak Carlos Reinoso, Héctor Zelada, Eduardo Bacas, Norberto Outes, Daniel Brailovsky czy Antônio Carlos Santos. Zaproponował pierwszy profesjonalny kontrakt Cuauhtémocowi Blanco, wychowankowi Amériki i późniejszemu uczestnikowi trzech edycji mistrzostw świata. Podczas 27–letniej pracy Hernándeza w stołecznym klubie drużyna Águilas wywalczyła 17 trofeów (9 krajowych i 8 międzynarodowych). Pod koniec życia pracował z juniorami Amériki.
Hernández zmarł 24 stycznia 2011 o godzinie 03:20 nad ranem w wyniku dolegliwości układu oddechowego. O godzinie 10:00 o śmierci 83–latka poinformowała oficjalna strona Amériki.